# Steve Laeremans
Ne pas confondre avec son frère Michaël Laeremans, également ancien joueur de football professionnel.
Steve Laeremans, né à Tervuren le 26 mars 1972, est un joueur de football belge qui évoluait au poste de défenseur latéral droit. Il joue pour trois clubs différents au cours de sa carrière, à laquelle il met un terme en 2006 à cause d'une blessure récurrente au dos.

## Carrière

### Débuts au RWDM
Natif de Tervuren, Steve Laeremans s'affilie d'abord au club local, le New Star Tervuren. À l'âge de douze ans, il rejoint le Racing Jet Bruxelles et deux ans plus tard les équipes de jeunes du RWD Molenbeek où il termine sa formation. En 1989, il est intégré au noyau de l'équipe première après la relégation du club en Division 2. Il joue un quart d'heure le 24 septembre 1989 face au Patro Eisden mais il doit ensuite se contenter des matches de réserves pendant plus de deux ans. Le 26 avril 1992, il dispute sa première rencontre de première division avec le RWDM face au Lierse. Il ne quitte plus que rarement l'équipe de base durant les années qui suivent et devient un des piliers de l'équipe. Lors de la saison 1996-1997, il découvre la Coupe UEFA mais l'expérience tourne court, le club étant éliminé dès le premier tour par le Beşiktaş Istanbul. Il reçoit la première carte rouge de sa carrière lors du match retour. Il se blesse en mars 1997 et manque la fin de saison. Le championnat suivant est très difficile pour le club, qui lutte pour son maintien. À deux journées de la fin, le couperet tombe et le club ne peut éviter la relégation. Steve Laeremans quitte alors le club et rejoint le Lierse SK au début de l'été 1998.

### Deux trophées avec le Lierse
À son arrivée au stade Herman Vanderpoorten, Steve Laeremans est d'abord réserviste et met deux mois pour s'imposer comme titulaire au poste d'arrière-droit. Il participe activement à la victoire de son équipe en Coupe de Belgique et remporte ainsi à 27 ans le premier trophée majeur de sa carrière. Quelques mois plus tard, il ajoute la Supercoupe à son palmarès et prolonge son contrat avec le Lierse jusqu'en 2004. Il conserve sa place dans l'équipe de base durant toute la saison qui voit le club se qualifier à nouveau pour une coupe d'Europe. Les retrouvailles avec la Coupe UEFA sont douloureuses pour le joueur, qui se blesse à la tête après dix minutes lors du tour préliminaire face aux lituaniens d'Ekranas, ce qui le tiendra à l'écart des terrains pendant six semaines. À son retour de blessure, il peine à retrouver sa meilleure forme et entame plusieurs matches sur le banc des remplaçants.
La saison suivante, il est plus régulièrement titulaire, notamment en Coupe de Belgique où son équipe atteint les quarts de finale. Il se blesse de nouveau sérieusement après deux rencontres en août 2002 et passe plus d'un an loin des terrains. Cette blessure et la longue convalescence qui suit l'écarte définitivement du noyau A au Lierse. La direction lui signifie qu'il peut se trouver un nouveau club pour la saison suivante. Il passe notamment un test au Roda JC mais il n'est pas repris. Steve Laeremans passe toute la saison 2003-2004 avec l'équipe réserves du Lierse et joue son dernier match le 13 mai 2004.

### Fin de carrière à Heusden-Zolder
Arrivé en fin de contrat, il s'engage en juillet 2004 avec Beringen Heusden-Zolder, relégué en Division 2 en mai dernier. Ambitionnant une remontée directe parmi l'élite, les résultats ne sont pas au rendez-vous et le club termine seulement neuvième. Sur un plan personnel, Steve Laeremans retrouve une place de titulaire et ne rate qu'une seule rencontre de championnat. La saison suivante, il subit une nouvelle blessure au dos en octobre 2005. Le club ayant déposé le bilan en mars de l'année suivante, il décide de mettre un terme définitif à sa carrière de joueur, son dos le faisant toujours souffrir. Il est aujourd'hui employé au Fonds Social Autobus/Autocar.

## Palmarès
- 1 fois vainqueur de la Coupe de Belgique en 1999 avec le Lierse SK.
- 1 fois vainqueur de la Supercoupe de Belgique en 1999 avec le Lierse SK.
- 1 fois champion de Belgique de Division 2 en 1990 avec le RWD Molenbeek.

## Statistiques
| Saison                | Club                       | Championnat           | Championnat | Championnat | Coupe nationale | Coupe nationale | Coupe de la Ligue | Coupe de la Ligue | Supercoupe | Supercoupe | Compétition(s) continentale(s) | Compétition(s) continentale(s) | Compétition(s) continentale(s) | Total | Total |
| Saison                | Club                       | Division              | M.          | B.          | M.              | B.              | M.                | B.                | M.         | B.         | Comp.                          | M.                             | B.                             | M.    | B.    |
| 1989-1990             | RWD Molenbeek              | Division 2            | 1           | 0           | 0               | 0               | 0                 | 0                 | 0          | 0          | -                              | 0                              | 0                              | 1     | 0     |
| 1990-1991             | RWD Molenbeek              | Division 1            | 0           | 0           | 0               | 0               | 0                 | 0                 | 0          | 0          | -                              | 0                              | 0                              | 0     | 0     |
| 1991-1992             | RWD Molenbeek              | Division 1            | 5           | 0           | 0               | 0               | 0                 | 0                 | 0          | 0          | -                              | 0                              | 0                              | 5     | 0     |
| 1992-1993             | RWD Molenbeek              | Division 1            | 24          | 1           | 0               | 0               | 0                 | 0                 | 0          | 0          | -                              | 0                              | 0                              | 24    | 1     |
| 1993-1994             | RWD Molenbeek              | Division 1            | 31          | 0           | 5               | 1               | 0                 | 0                 | 0          | 0          | -                              | 0                              | 0                              | 36    | 1     |
| 1994-1995             | RWD Molenbeek              | Division 1            | 28          | 2           | 0               | 0               | 0                 | 0                 | 0          | 0          | -                              | 0                              | 0                              | 28    | 2     |
| 1995-1996             | RWD Molenbeek              | Division 1            | 20          | 0           | 0               | 0               | 0                 | 0                 | 0          | 0          | -                              | 0                              | 0                              | 20    | 0     |
| 1996-1997             | RWD Molenbeek              | Division 1            | 23          | 1           | 1               | 0               | 0                 | 0                 | 0          | 0          | C3                             | 2                              | 0                              | 26    | 1     |
| 1997-1998             | RWD Molenbeek              | Division 1            | 34          | 2           | 1               | 0               | 0                 | 0                 | 0          | 0          | -                              | 0                              | 0                              | 35    | 2     |
| Sous-total            | Sous-total                 | Sous-total            | 166         | 6           | 7               | 1               | 0                 | 0                 | 0          | 0          | -                              | 2                              | 0                              | 175   | 7     |
| 1998-1999             | Lierse SK                  | Division 1            | 30          | 1           | 6               | 0               | 2                 | 0                 | 0          | 0          | -                              | 0                              | 0                              | 38    | 1     |
| 1999-2000             | Lierse SK                  | Division 1            | 33          | 3           | 5               | 0               | 0                 | 0                 | 1          | 0          | C3                             | 0                              | 0                              | 39    | 3     |
| 2000-2001             | Lierse SK                  | Division 1            | 22          | 0           | 1               | 0               | 0                 | 0                 | 0          | 0          | C3                             | 2                              | 0                              | 25    | 0     |
| 2001-2002             | Lierse SK                  | Division 1            | 25          | 1           | 2               | 0               | 0                 | 0                 | 0          | 0          | -                              | 0                              | 0                              | 27    | 1     |
| 2002-2003             | Lierse SK                  | Division 1            | 2           | 0           | 0               | 0               | 0                 | 0                 | 0          | 0          | -                              | 0                              | 0                              | 2     | 0     |
| 2003-2004             | Lierse SK                  | Division 1            | 0           | 0           | 0               | 0               | 0                 | 0                 | 0          | 0          | -                              | 0                              | 0                              | 0     | 0     |
| Sous-total            | Sous-total                 | Sous-total            | 112         | 5           | 14              | 0               | 2                 | 0                 | 1          | 0          | -                              | 2                              | 0                              | 131   | 5     |
| 2004-2005             | Beringen Heusden-Zolder SK | Division 2            | 33          | 0           | 1               | 0               | 0                 | 0                 | 0          | 0          | -                              | 0                              | 0                              | 34    | 0     |
| 2005-2006             | Beringen Heusden-Zolder SK | Division 2            | 7           | 0           | 1               | 0               | 0                 | 0                 | 0          | 0          | -                              | 0                              | 0                              | 8     | 0     |
| Sous-total            | Sous-total                 | Sous-total            | 40          | 0           | 2               | 0               | 0                 | 0                 | 0          | 0          | -                              | 0                              | 0                              | 42    | 0     |
| Total sur la carrière | Total sur la carrière      | Total sur la carrière | 318         | 11          | 23              | 1               | 2                 | 0                 | 1          | 0          | -                              | 4                              | 0                              | 348   | 12    |